# Pepe Gotera y Otilio
Pepe Gotera y Otilio, chapuzas a domicilio és una sèrie de còmics creada per Francisco Ibáñez el 1966, que va aparèixer per a la primera vegada al número 269 de la segona època de la revista Tío Vivo.
Els personatges principals són el duet que dona títol a la sèrie, Pepe Gotera i Otilio, que formen una particular empresa de reparacions. Pepe Gotera és el cap, el capatàs, en resum, el qui mira i mana sense tacar-se les mans. Sempre duu un barret fort roig i bigoti a l'estil Groucho Marx. Otilio és el treballador, encara que pensa més en l'hora de l'entrepà que en posar-se a treballar. És gros, i porta gorra i granota blava. Al començament de totes les historietes apareix menjant plats completament absurds per com d'excessius són (un entrepà d'elefant, de balena, de vaca, etc.). La relació que s'estableix entre els caràcters marcadament diferents d'en Pepe i l'Otilio i la seva habilitat innata per a no fer res del dret, és el detonant de les nombroses situacions còmiques de la història.
Igual que en Mortadel·lo i Filemó, és sempre el patró, Pepe Gotera, qui acaba pagant les errades del seu ajudant, i a causa de la seua ineptitud (sempre acaben provocant esfondraments, inundacions, explosions, etc., en les cases que visiten) la major part de les historietes acaben amb una carrera en l'última vinyeta, sempre amb Otilio pel davant. És sorprenent que l'escriptor poguera escriure tantes historietes diverses sense arribar a avorrir els lectors amb un esquema tant senzill i repetitiu: 1) encàrrec, 2) desastre, 3) el client persegueix Pepe, Pepe persegueix Otilio. Moltó i Herrera hi veuen típics personatges que representen una metàfora perfecta de l'Espanya franquista amb els seus professionals sense cap qualificació que, en lloc de resoldre problemes, només en causaven de nous més catastròfics que els anteriors. En aquesta època n'hi havia prou amb sortir amb una caixa amb unes poques eines per a poder presentar-se com a lampista o paleta.

## Trajectòria editorial
Nascuda gràcies a l'ampliació de pàgines de la segona època de la revista Tío Vivo (2ª época), al nº 269, 02/06/1966 va gaudir de la cimera del seu èxit a finals dels anys seixanta i principis dels setanta, passant a convertir-se en la sèrie estrella de les revistes DDT i Super DDT, i en va ocupar les portades entre 1972 i 1978.
La seva popularitat al 1971 que van ser els personatges escollits per a inaugurar la col·lecció Olé.
El 1985 els personatges d'Ibáñez van passar a gaudir d'una revista pròpia, que tenia el mateix nom que la sèrie, encara que només va durar quatre números. La popularitat de la sèrie, juntament amb el fet que Ibáñez no donava l'abast amb la gran quantitat de personatges que mantenia en producció contínua, va afavorir moltes portades i historietes apòcrifes. Moltes d'aquestes pàgines les va dibuixar en Juan Alejandro Martínez Osete.
A banda d'això, la presència més recent de Pepe Gotera y Otilio es pot rastrejar a l'aventura de Mortadel·lo i Filemó titulada ¡El dos de mayo! (2008), on apareixen esporàdicament interpretant dos personatges històrics de principis del segle xix: en Luis Daoíz i en Pedro Velarde.

## Extensió de les historietes
La major part de les historietes eren de curta extensió, habitualment de dos pàgines, ja que ocupava la part central de la revista Tío Vivo. Posteriorment també van protagonitzar historietes de quatre, sis i vuit pàgines. No obstant, a la dècada de 1970 va anar encadenant històries aparentment autoconclusives en serials de major extensió que serien recopilades a publicacions en tapa dura Ases del humor i Alegres historietas. Algunes també es van incloure a la col·lecció Olé, però sense ordre, perdent la continuïtat del serial.
Es coneixen tres historietes llargues pròpiament dites, totes apòcrifes:
- El castillo de los Pelmhacudy (42 pàgines) va ser publicada originalment a la revista Pepe Gotera y Otilio el 1985 i reeditada a la col·lecció Olé número 312. Se la atribueix a Martínez Osete.[8][9]
- Gran Hotel tenia guió de Jesús de Cos i es va publicar a la revista Pulgarcito (vuitena època) número 11-17, el 1986. Juan Manuel Muñoz va afirmar que era seu l'acabat del dibuix i tinta.[10]
- Operación Disneylandia es va publicar a la revista Superlópez número 1-7, el 1987.

## Influència
Encara que mai es reconegués oficialment, en aquestes historietes es va basar la sèrie televisiva espanyola Manos a la Obra, emesa per Antena 3 entre 1998 i 2001, protagonitzada per «dos manetes matussers»: Benito (Carlos Iglesias) i Manolo (Ángel de Andrés). La cadena va recuperar els personatges de nou el 2006 a la sèrie Manolo y Benito Corporeison, de la qual només es va emetre una temporada.